# Oospila derasa
Oospila derasa là một loài bướm đêm trong họ Geometridae.